# STS-124
STS-124 byla montážní mise raketoplánu Discovery k Mezinárodní vesmírné stanici (ISS). Raketoplán odstartoval v plánovaném termínu 31. května 2008 ve 21:02 UTC. V nákladovém prostoru byla umístěna hlavní část japonské laboratoře Kibō – přetlakový modul PM.
Po dokončení této mise zbývalo ještě osm letů v rámci programu Space Shuttle, který má být ukončen v roce 2010. Do tohoto počtu nejsou započteny dva zatím nepotvrzené zásobovací lety.

## Posádka
- Mark E. Kelly (3) – velitel[2]
- Kenneth Ham (1) – pilot
- Karen L. Nybergová (1) – letová specialistka 1
- Ronald J. Garan (1) – letový specialista 2
- Michael E. Fossum (2) – letový specialista 3
- Akihiko Hošide (1) – letový specialista 4 – JAXA

V závorkách je uvedený dosavadní počet letů do vesmíru včetně této mise.

### Nový člen posádky ISS (expedice 17)
- Gregory Chamitoff (1) – letový inženýr ISS

### Vracející se člen posádky ISS (expedice 17)
- Garrett Reisman (1) – letový inženýr ISS

## Cíle mise
STS-124 byla montážní mise k Mezinárodní vesmírné stanici označovaná 1J. Byla druhým ze tří letů, které ke stanici dopravily komponenty japonské laboratoře Kibō. Byly naplánovány dva výstupy do kosmu, při kterých byla nainstalována hlavní část laboratoře – přetlakový modul PM (Pressurized Modul) a manipulační zařízení JEMRMS (Remote Manipulator System) pro obsluhu venkovní plošiny. Logistický modul ELM-PS (Experiment Logistics Module dopravený ke stanici při předchozí misi STS-123 byl přesunut z horního portu Harmony na horní port přetlakového modulu PM.
Dalším úkolem mise byla výměna členů stálé posádky stanice (Expedice 17) – Garretta Reismana nahradil Gregory Chamitoff.

## Průběh letu

### Start

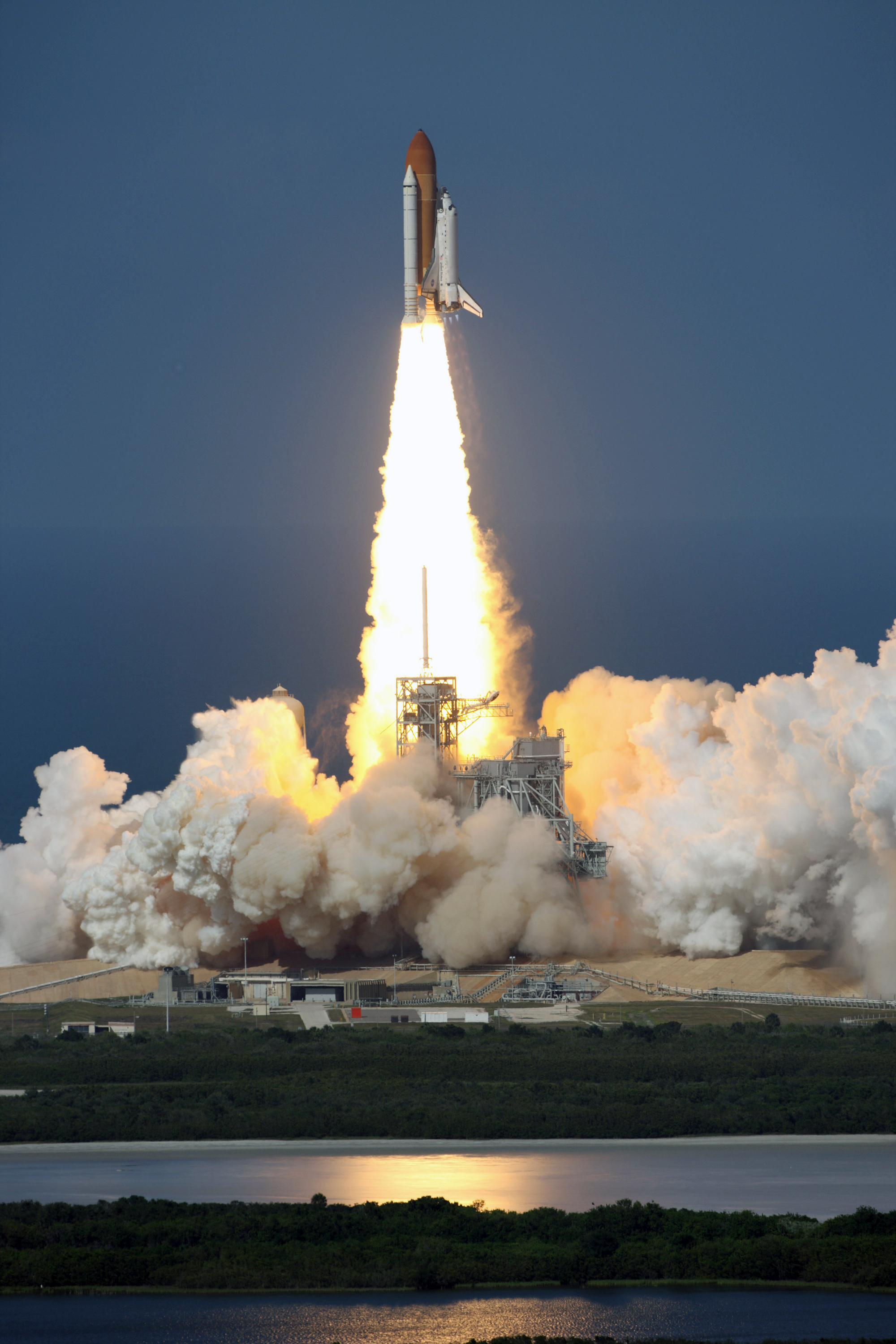
Start raketoplánu Discovery

Raketoplán Discovery odstartoval 31. května 2008 ve 21:02:12 UTC zážehem motorů SRB. 36 sekund po startu byl tah hlavních motorů SSME snížen a za dalších 12 sekund opět zvýšen na 104,5%. V čase T +02:04 se od komplexu oddělily startovací motory SRB, které potom na padácích přistály v Atlantském oceánu. Přibližně 18 sekund po odhození SRB byl pozorován velký úlomek izolační pěny z nádrže ET, který podle záznamů orbiter nezasáhl. 34 sekund po odhození SRB byly pozorovány další menší úlomky. V čase T +08:32 došlo k vypnutí hlavních motorů SSME, tento manévr je označován jako MECO. O osm sekund později došlo k odhození nádrže ET, která zanikla v atmosféře. Raketoplán se pohyboval po suborbitální dráze ve výšce 57–230 km. V čase T +37:37 byl Discovery naveden na oběžnou dráhu 164-sekundovým manévrem motory OMS (Orbital Maneuvering System). V průběhu navádění na dráhu došlo k závadě na záložní ovládací elektronice vychylování levého motoru OMS, ale primární pracovala dobře.
Jak se později ukázalo, při startu došlo k poškození startovací rampy 39A. Na pravé straně kanálu pro odvod spalin z motoru SRB bylo zničeno několik betonových panelů a obvodový plot. Žáruvzdorné panely a betonové tvárnice byly poškozeny nebo vytrhány a rozmetány po okolí. Příčina poškození zatím není známá.

### Stíhání ISS
Ve 21:52 UT mohla být zahájena kontrola systémů družicového stupně a v čase kolem 22:30 UT se otevřely dveře nákladového prostoru. Následovalo oživení manipulátoru SRMS (Shuttle Remote Manipulator System) a prověrky jeho funkce. V čase 23:58:00 UT proběhl první korekční manévr motory OMS. Raketoplán Discovery stíhal Mezinárodní vesmírnou stanici rychlostí přibližně 100 km za oběh. Podrobná kontrola tepelného štítu Discovery nemohla při přibližovací fázi proběhnout, protože z důvodu příliš velkého nákladu při této misi raketoplán nebyl vybaven nástavcem OBSS. Předběžná kontrola byla tedy provedena jen pomocí kamery na manipulátoru RMS a podrobná kontrola proběhla až po vyzvednutí OBSS na ISS, kde ho zanechala předcházející mise. Při předběžné kontrole posádka nenašla žádné poškození.
Raketoplán Discovery se spojil s Mezinárodní vesmírnou stanicí 2. června ve 20:03 SELČ. Po kontrole hermetičnosti spoje byly ve 21:36 SELČ otevřeny průlezy mezi raketoplánem a stanicí a obě posádky se setkaly. Po přivítání a bezpečnostním školení astronauti přenesli skafandry EMU (Extravehicular Mobility Unit) a nářadí a pomůcky pro výstup do otevřeného prostoru z Discovery na ISS. Také byla vyměněna speciálně tvarovaná výplň křesel mezi raketoplánem Discovery a transportní lodí Sojuz TMA-12, která slouží na ISS jako záchranný prostředek v případě nouze. Tím se Gregory Chamitoff stal oficiálně členem posádky ISS a Garrett Reisman členem posádky raketoplánu.

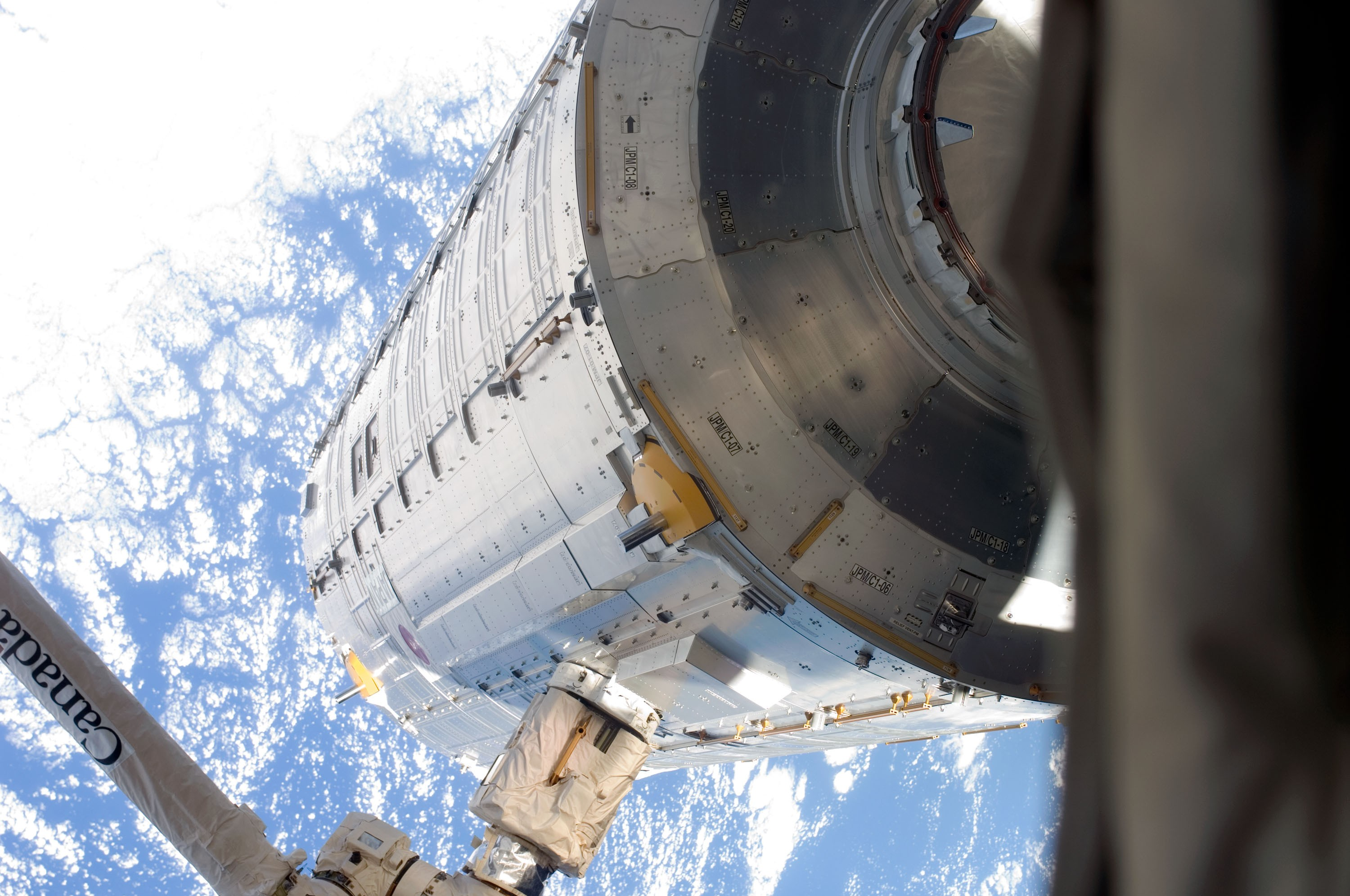
Modul Kibō po připojení ke stanici

### EVA-1
První výstup do otevřeného prostoru s označením EVA-1 byl zahájen 3. června. Absolvovala ho dvojice astronautů Garan a Fossum. Cílem výstupu bylo připravit japonský modul JEM PM na spojení s ISS. Výstup začal se zpožděním v čase 18:22 SELČ. Astronauti nejdříve přemístili nástavec OBSS z ISS do nákladového prostoru raketoplánu. Staniční manipulátor se přesunul na modul Harmony, aby tím umožnil pozdější přenesení modulu JEM PM. Fossum a Garan z modulu JEM PM odpojili kabely dočasného vyhřívání a odstranili tepelné kryty a startovací pojistky. Potom se věnovali inspekci rotačního spoje SARJ-S3. Mezitím se začalo vykládání laboratorního modulu JEM PM z nákladového prostoru raketoplánu Discovery. 4. června v 01:01 SELČ byl japonský modul JEM PM bezpečně připojen k modulu Harmony a stal se součástí stanice ISS. Jde o největší hermetizovaný modul stanice. Výstup EVA-1 skončil v čase 01:10 SELČ po 6 hodinách a 48 minutách.
Po skončení prvního výstupu byla zahájena první fáze zamykání zámků spojovacího uzlu CBM (Common Berthing Mechanism) mezi moduly Harmony a Kibó. Kamera ve spojovacím uzlu byla vypojena a demontována, následně se začala kontrola hermetičnosti průchodu mezi dvojicí modulů. 4. června pokračovalo přenášení nákladu mezi raketoplánem a stanicí. Ve 20:52 UT byl poprvé otevřen průlez mezi moduly Harmony a Kibó PM a posádka mohla poprvé vstoupit do modulu Kibó a oživovat jeho systémy. V průběhu dne člen základní posádky ISS Oleg Kononěnko úspěšně nainstaloval novou pumpu do poškozené toalety v modulu Zvezda (která nefungovala od 21. května a po provizorní opravě měla sníženou funkčnost).

### EVA-2
5. června v 15:32 UT Garan a Fossum vystoupili do vesmíru podruhé. Nejdříve na modul Kibó nainstalovali přední a zadní kameru televizního systému. Potom odstranili ochranné kryty a tepelnou izolaci z dílů japonského robotického manipulátoru. Připravili horní spojovací uzel ACBM (Active Common Berthing Mechanism) modulu Kibó na připojení první části modulu Kibó ELM (Experiment Logistics Module), který byl na ISS přivezen při předcházející misi raketoplánu Endeavour. Po splnění tohoto úkolu ještě připravili výměnu nádrže NTA (Nitrogen Tank Assembly) se stlačeným dusíkem na plošině ESP-3 (External Stowage Platform), vyzvedli televizní kameru CP9, která měla vadnou napájecí jednotku, odpojili staniční manipulátor od modulu Kibó a nainstalovali ovládací panel CPA (Control Panel Assembly). Fossum před koncem výstupu ještě provedl kontrolu bezproblémového spoje SARJ-P3 a zjistil, že na rozdíl od spoje SARJ-S3 nevykazuje žádné známky poškození. Výstup ukončili ve 22:02 UT po 7 hodinách a 11 minutách.
6. června proběhla kontrola tepelného štítu raketoplánu, pokračovalo přenášení nákladu. V 18:02 UT staniční manipulátor SSRMS (Space Station Remote Manipulator System) uchopil modul Kibo ELM. Spojovací uzel mezi Harmony a Kibo ELM se rozpojil a staniční manipulátor přenesl Kibo ELM k modulu Kibo PM. V 19:37 UT se moduly spojily na uzlu ACBM a poté proběhla kontrola hermetičnosti spoje. Ve stejný den byla ukončena aktivace japonského manipulátoru JRMS (JEM Remote Manipulator System) a krátce před půlnocí proběhly jeho zkoušky.
7. a 8. června pokračovalo přenášení nákladu mezi Discovery a stanicí a zároveň probíhaly přípravy na třetí výstup do vesmíru. 7. června se uskutečnily dvě videokonference, z nichž druhá byla určena pro organizaci JAXA za účasti Akihiko Hoshideho a Marka Kellyho. Probíhaly také práce uvnitř modulu JEM ELM-PS a JEM PM, které byly spojeny předchozí den ve 22:04 SELČ.

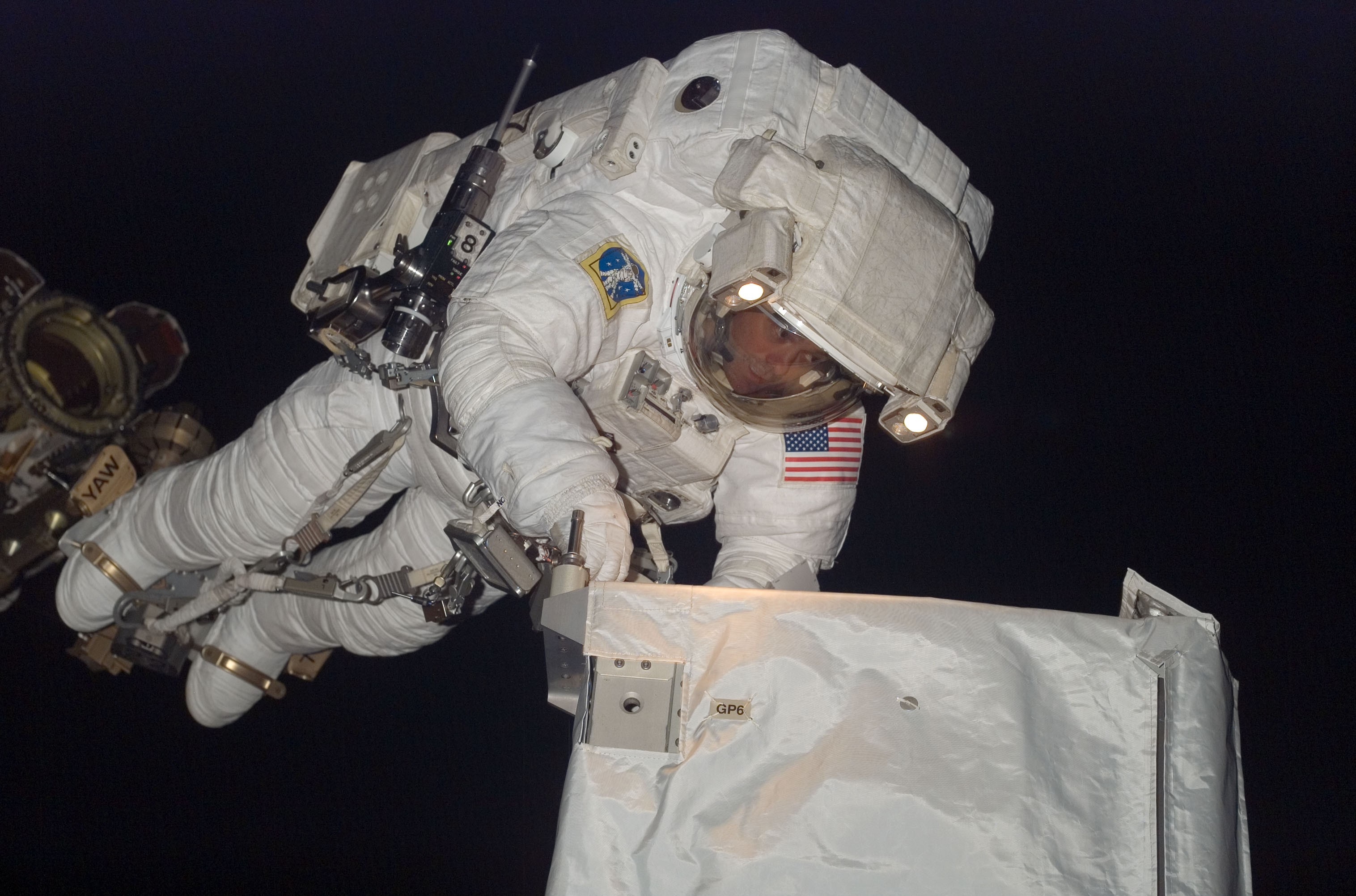
Astronaut Ron Garan při práci při třetím výstupu do kosmu

### EVA-3
8. června ve 13:55 UT o více než půlhodiny dříve oproti plánu se pro astronauty Garana a Fossuma začal třetí výstup do vesmíru. Práce se začala výměnou vyčerpané nádrže se stlačeným dusíkem NTA za novou. Nová nádrž byla dočasně umístěna na plošině ESP-3, stará na ITS-S1 a astronauti je při tomto výstupu vzájemně vyměnili. Nová nádrž NTA byla přichycená k nosníku čtveřicí šroubů a byla připojená její elektrická kabeláž. Práci na nádrži se věnoval Garan, zatímco Fossum se přesunul ke spoji SARJ-P3 a odebral z něj vzorky. Potom sňal další kryty z japonského manipulátoru JEM RMS, nainstaloval ochranné kryty mezi JEM PM a JEM ELM-PS a dotáhl šroub kamery na povrchu JEM PM, která při testech vykazovala nestabilitu. Když Garan skončil práce na NTA, vrátil se do přechodové komory pro opravenou kameru CP9, kterou namontoval na její původní místo na ITS-P1. Mimo plán ještě urovnali tepelné kryty na modulu Harmony. Výstup oficiálně skončil ve 20:28 UT (22:28 SELČ) a trval 6 hodin a 33 minut.
9. června probíhaly prověrky manipulátoru JEM RMS, po jejich skončení byl JEM RMS složen do parkovací polohy. 10. června bylo dokončeno překládání nákladu mezi raketoplánem a stanicí. Skafandry na výstup do otevřeného prostoru byly uloženy v přechodové komoře raketoplánu. V čase přibližně 19:57 UT se posádky slavnostně rozloučily a ve 20:07 UT byl uzavřen průlez mezi stanicí a raketoplánem. Discovery se od stanice odpojil až následující den 11. června v čase 13:42 SELČ.

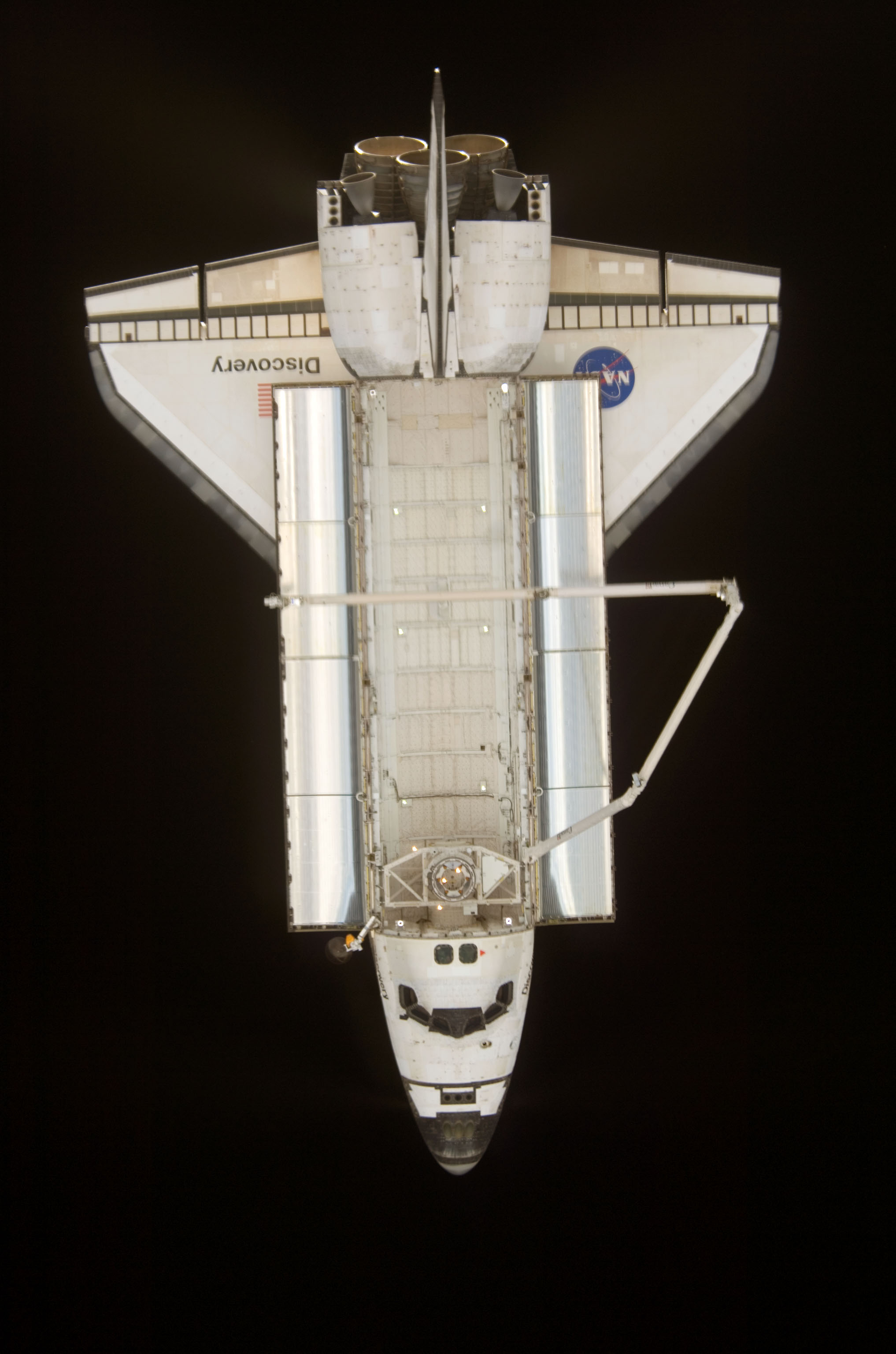
Raketoplán Discovery po odpojení od Mezinárodní vesmírné stanice. Záběr byl vytvořen 11. června 2008 digitální kamerou členy posádky Expedice 17

### Průběh letu po odpojení od ISS
Po odpojení proběhly dva separační manévry, po kterých se raketoplán vydal na tradiční oblet stanice. Videozáznam z obletu stanice byl ve 13:42 UT odeslán na Zemi. Zbytek dne probíhala kontrola tepelného štítu Discovery. Senzory na prodlužovací tyči OBSS (Orbiter Boom Sensor System) postupně provedly průzkum pravé poloviny náběžné hrany křídla, přední části stroje a nakonec náběžné hrany levé poloviny křídla. Zjištěné údaje byly odvysílány do řídícího střediska na analýzu.
12. června byla prodlužovací tyč se senzory uložena do lůžka v nákladovém prostoru a potom byl deaktivován i manipulátor RMS. Většinu dne měla posádka osobní volno.
Raketoplánu Discovery přistál na Kennedyho vesmírném středisku v sobotu 14. června v 15:15:19 UT. Celá mise STS-124 trvala 13 dní, 18 hodin, 13 minut a 7 sekund.